# (37005) 2000 TO37
2000 TO37 (asteroide 37005) é um asteroide da cintura principal. Possui uma excentricidade de 0.10073330 e uma inclinação de 10.20614º.
Este asteroide foi descoberto no dia 1 de outubro de 2000 por LINEAR em Socorro.